# Ko Mae Urai
Ko Mae Urai – tajska wyspa leżąca na Morzu Andamańskim. Administracyjnie położona jest w prowincji Krabi. Najwyższe wzniesienie wynosi w przybliżeniu 7 m n.p.m. Wyspa jest niezamieszkana.
Leży w odległości około 1,8–2 km na zachód od wyspy Ko Po Da Nok, około 2,6–2,8 km na południowy zachód od Ko Po Da Nai oraz około 600 m na północny zachód od Ko Ya Wa Bong Ko.